# Vadelmavene
Vadelmavene è il singolo di debutto  del cantante Kasmir, pubblicato dalla Universal Music il 4 aprile 2014. Vadelmavene è stata votata come tormentone dell'estate 2014 da The Voice.
Dal brano è stato tratto un video musicale, girato da Inari Niemi e pubblicato il 30 aprile 2014 su YouTube.
Vadelmavene è stato premiato con il disco d'oro nel giugno 2014 e il mese successivo con il disco di platino per aver venduto oltre 10 000 copie del singolo.

## Tracce
1. Vadelmavene – 3:18

## Classifica
| Classifica           | Massima posizione |
| -------------------- | ----------------- |
| Finlandia            | 1                 |
| Finlandia (digitale) | 1                 |
| Finlandia (radio)    | 1                 |